# 121633 Ronperison
121633 Ronperison este o planetă minoră (asteroid), cu un diametru de 3,943 km, din centura de asteroizi. A fost descoperită pe 3 noiembrie 1999 la Catalina Station⁠(d) de Catalina Sky Survey. 
Obiectul prezintă o orbită caracterizată de o semiaxă mare de 3,0996176599869 UAi, o excentricitate de 0,19, o înclinație de 9,9 ° în raport cu ecliptica.